# Švihov (powiat Rakovník)
Švihov – miejscowość i gmina (obec) w Czechach, w kraju środkowoczeskim, w powiecie Rakovník. W 2022 roku liczyła 57 mieszkańców.